# الاشيراف (حبيش)

تعديل مصدري - تعديل

الاشيراف محلة تابعة لقرية كرش، التابعة لعزلة الصدر بمديرية حبيش إحدى مديريات محافظة إب في الجمهورية اليمنية، بلغ تعداد سكانها 29 حسب تعداد اليمن لعام 2004.